# Élections générales philippines de 2013
Les élections générales philippines de 2013 se sont déroulées le 13 mai 2013. Il s'agit d'une élection à mi-parcours, les élus ont prêté serment le 30 juin 2013.
Elles permettent de renouveler 12 des 24 sénateurs, les représentants des 229 districts à la chambre des représentants, les 80 gouverneurs, les 80 vice-gouverneurs, 766 membres de la Sangguniang Panlalawigan, 138 maires, 138 vice-maires, 1 532 membres de la Sangguniang Panlungsod (en), 1 496 maires, 1 496 vice-maires et 11 972 membres de la Sangguniang Bayan (en)